# 诸洛固阿𤤥
诸洛固阿𤤥（?—?），回鹘汗国末年外相。
诸洛固阿𤤥是回鹘的外相。开成五年（840年），㕎馺可汗被所属部黠戛斯击败，㕎馺可汗和掘罗勿被杀，回鹘汗国崩溃四散。留在漠北的部落立昭礼可汗的弟弟乌希特勒为乌介可汗。诸洛固阿𤤥随乌介可汗率部南迁至唐朝的天德军（今内蒙古五原）、振武军（今内蒙古托克托）北。会昌二年（842年）冬，会昌三年（843年）春，外相诸洛固阿𤤥一部和回鹘特勒庞俱遮、阿敦宁二部，回鹘公主密羯可敦一部，牙帐大将曹磨你等一共七部，共三万，相继归降幽州的幽州节度使张仲武，被唐武宗下诏分配诸道。回鹘相爱耶勿弘顺、回鹘尚书吕衡等诸部归降振武。